# Monsters of Rock
Monsters Of Rock é um festival de heavy metal e hard rock que acontece anualmente em diversos países como Inglaterra, Estados Unidos, Alemanha, Espanha, Suécia, Itália, França, Argentina, Bélgica, Polônia, Chile, Brasil e a ex-União Soviética.
Sendo um dos festivais mais notáveis do mundo, já receberam grandes atrações como: AC/DC, Kiss, Judas Priest, Motörhead, Ozzy Osbourne, Ronnie James Dio, Saxon, Rainbow, Helloween, Iron Maiden.

## Historia
O Monsters of Rock foi criado em 1980 pelo promotor Paul Loasby que, juntamente com Maurice Jones, queria um festival apenas com bandas de hard rock e heavy metal. O local escolhido foi uma pista de corrida em Donington Park, localizada ao lado da aldeia de Castle Donington, em Leicestershire, Inglaterra. O local era desconhecido, mas a facilidade de transportes de todas as partes do país e o nível do solo inclinado, que permitia uma ótima visualização para o público em todo o local, influenciaram em sua escolha. O line up dos primeiros anos do Monsters consistia em uma mistura de bandas britânicas e internacionais e o sucesso foi instantâneo, com um público de 35 mil fãs presentes. Concebido como um evento único, já no primeiro ano nasceu a ideia de transformar o festival em uma atração anual. Ao longo dos anos, os números do público continuaram a crescer, chegando a 107 mil pessoas em 1988, quando dois fãs morreram durante um show do Guns 'n Roses – logo após o começo do show, houve uma precipitação de público em direção ao palco. Inicialmente, a culpa foi atribuída ao tamanho da multidão, mas depois chegou-se à conclusão de que o clima úmido, chuvas e muita lama, em um terreno inclinado, favoreceram o incidente. Em consequência disso, o festival foi cancelado no ano seguinte, retornando em 1990 com uma limitação de público de 75 mil pessoas.
O festival continuou como o principal evento de hard rock na Grã-Bretanha na década de 90, mas teve um segundo cancelamento, em 1993, devido à incapacidade de se encontrar um forte headliner para a edição daquele ano. Em 1995, o festival se viu em uma situação semelhante, e teve que fazer um acordo com o Metallica, que pediu controle sobre o evento, ganhando o nome de “Escape from the Studio”. Em 1996, Ozzy Osbourne e Kiss encabeçaram o line up e embora na época se anunciassem planos para estender o festival em um evento de dois dias, a partir de 1997 o Monsters não voltou a acontecer.
Em 2006, o festival foi revivido na Inglaterra em edição única, tendo o Deep Purple como headliner e Alice Cooper como convidado especial. Até hoje, a única banda a encabeçar o festival mais de duas vezes foi o AC/DC, em três ocasiões: 1981, 1984, 1991.
O sucesso do Monsters foi tanto que a partir de 1983 o festival começou a ganhar versões internacionais - Alemanha, Suécia, Italia, Eua, Holanda, Espanha, França, Hungria, Bélgica, Áustria, Polônia, Rússia, Brasil, Chile e Argentina.

### Monsters of Rockno Brasil
No Brasil, o Monsters teve sua primeira edição realizada no dia 27 de agosto de 1994, no Pacaembu, tendo como atrações Kiss, Slayer, Black Sabbath, Suicidal Tendencies, Viper, Raimundos, Angra e Dr. Sin. A segunda edição, também realizada no Pacaembu, em 2 de setembro de 1995, trouxe como atrações Ozzy Osbourne, Alice Cooper, Faith No More, Megadeth, Therapy, Paradise Lost, Virna Lisi, Clawfinger e Rata Blanca. O Pacaembu foi novamente palco do festival em 24 de agosto de 1996, quando tocaram o Iron Maiden, Skid Row, Motörhead, Biohazard, Raimundos, Helloween, King Diamond, Mercyful Fate e Héroes del Silencio. Em 1998, no dia 26 de setembro, na Pista de Atletismo do Ibirapuera, aconteceu a quarta edição do festival no país, tendo nos palcos a presença das bandas Slayer, Megadeth, Manowar, Dream Theater, Saxon, Savatage, Glenn Hughes, Korzus e Dorsal Atlântica.
Em 2013, aconteceu a quinta edição brasileira do Monsters of Rock, na Arena Anhembi, nos dias 19 e 20 de outubro, com dois dias de apresentações e dois palcos, e a presença das bandas Aerosmith, Whitesnake, Slipknot, Korn, Limp Bizkit, Killswitch Engage, Hatebreed, Gojira, Ratt, Buckcherry e Queensrÿche.
Em 2015, foi realizada a sexta edição brasileira do festival. O público foi bem menor que a edição anterior, apenas 35.000 pessoas. Nos dias 25 e 26 de abril, se apresentaram as bandas Ozzy Osbourne e Judas Priest se apresentando nos dois dias. O Motorhead teve sua apresentação curta devido à ausência de Lemmy que passou mal e não pode subir. A banda teve que improvisar fazendo uma jam com a banda Sepultura. Black Veil Brides teve também seu show curto devido à reprovação de maior parte do público que o recebeu com vaias. 

## Edições no Brasil
| Philips Monsters of Rock - São Paulo, Pacaembu - 27 de agosto de 1994 - Dr. Sin - Angra - Raimundos - Viper - Suicidal Tendencies - Black Sabbath - Slayer - Kiss Philips Monsters of Rock - São Paulo, Pacaembu - 24 de agosto de 1996 - Héroes del Silencio - Mercyful Fate - King Diamond - Helloween - Raimundos - Biohazard - Motörhead - Skid Row - Iron Maiden Philips Monsters of Rock - Rio de Janeiro, Metropolitan - 1996 - Skid Row - Motörhead - Iron Maiden | Philips Monsters of Rock - São Paulo, Pacaembu - 2 de setembro de 1995 - Rata Blanca - Clawfinger - Virna Lisi - Paradise Lost - Therapy? - Megadeth - Faith No More - Alice Cooper - Ozzy Osbourne Philips Monsters of Rock - São Paulo, Pista de Atletismo do Ibirapuera - 26 de setembro de 1998 - Dorsal Atlântica - Korzus - Glenn Hughes - Savatage - Saxon - Dream Theater - Manowar - Megadeth - Slayer |  |

### 2013
Monsters of Rock - São Paulo, Arena Anhembi - 19 e 20 de outubro de 2013
| 19/10 - Slipknot - Korn - Limp Bizkit - Killswitch Engage - Hatebreed - Gojira - Project46 | 20/10 - Aerosmith - Whitesnake - Ratt - Buckcherry - Queensrÿche - Dokken - Dr. Sin - Electric Age |

### 2015
Monsters of Rock - São Paulo, Arena Anhembi - 25 e 26 de abril de 2015.
| 25/04 - Ozzy Osbourne - Judas Priest - Motorhead - Black Veil Brides - Rival Sons - Coal Chamber - Primal Fear - De La Tierra | 26/04 - Kiss - Judas Priest - Manowar - Accept - Unisonic - Yngwie Malmsteen - Steel Panther |

### 2023
Monsters of Rock - São Paulo, Allianz Parque - 22 de abril de 2023.
- Kiss
- Scorpions
- Deep Purple
- Helloween
- Candlemass
- Symphony X
- Doro

Monsters of Rock - Manaus, Arena da Amazônia - 12 de abril de 2023.
- Kiss
- Scorpions
- Sepultura

### 2025
Monsters of Rock 30 Anos - São Paulo, Allianz Parque - 19 de abril de 2025.
- Scorpions
- Judas Priest
- Europe
- Savatage
- Queensrÿche
- Opeth
- Stratovarius